# Luftgau IV
Luftgau IV foi um dos Distritos Aéreos da Luftwaffe, durante a Alemanha Nazi. Formada no dia 4 de Fevereiro de 1938 em Dresden, foi movida para a Rússia a 1 de Dezembro de 1941 para a formação do Luftgau-Kommando Moskau.

## Comandante
- Wilhelm Mayer, 4 de Fevereiro de 1938 - 1 de Dezembro de 1941[1]